# Mudla Palya, Gubbi
Mudla Palya là một làng thuộc tehsil Gubbi, huyện Tumkur, bang Karnataka, Ấn Độ.